# Sakartvelos Rkinigza

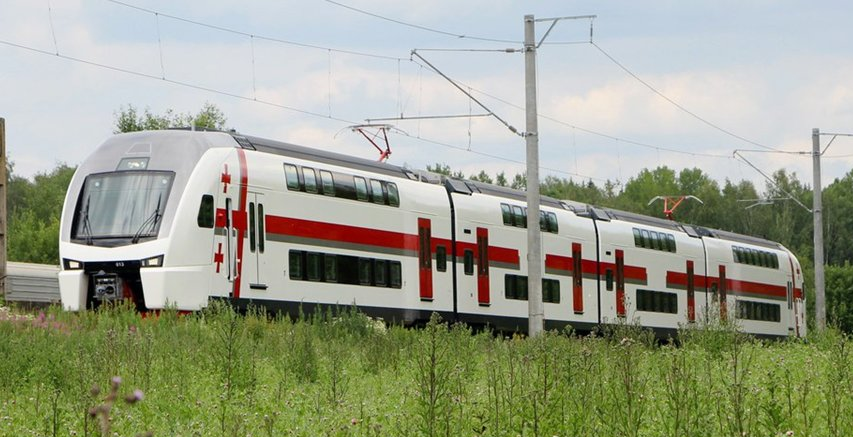
Nutida passagerartåg tillhörande GR

Sakartvelos Rkinigza, förkortat SR (georgiska: საქართველოს რკინიგზა, Sakartvelos Rkinigza) är den georgiska statliga järnvägen.